# ميروتفروريتس
مركز ميروتفروريتس (بالإنجليزية: Myrotvorets)‏ (بالأوكرانية: Миротворець) (وتعني «صانع السلام» بالعربية)، هي موقع ويب يُمثل منظمة غير حكومية يقوم بدراسات ونشر صفات الجرائم ضد أمن أوكرانيا الوطني والسلام وأمن البشر واحترام القوانين الدولية.

## المعلومات العامة

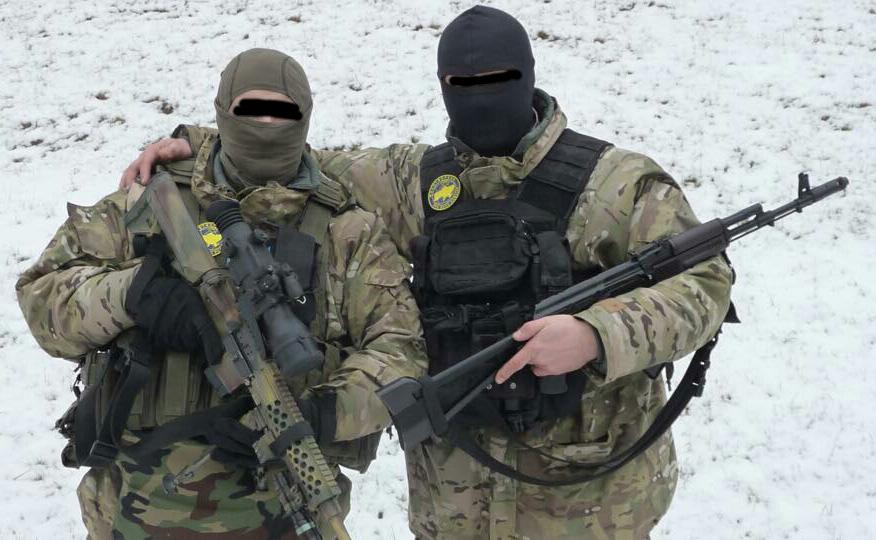
موظفو مركز "ميروتفوريتس"

تأسس المركز في ربيع 2014 بمجموعة العلماء وخبراء دراسات العوامل التي تمثل خطرًا ملموسًا ضد دولة أوكرانيا ومجتمعها في إطار عمل المشروع التطوعي «نارودني تيل».

## تاريخ النشاط
بدأ مركز «ميروتفوريتس» عمله في شهر مارس في 2014. خلال عام 2014 جرى اكتشاف وتحقيق شخصيات لعدد كبير من الإرهابيين والمرتزقة الروس والانفصاليين بفضل عمل المركز. صرَّح مدير المركز في أكتوبر 2014 أن فهرس بطاقات «ميروتفوريتس» يحتوي على 4.5 ألف شخص، وزادت في 16 دسمبر إلى 7.5 ألف شخص، ويمكلك مركز «ميروتفوريتس» قاعدة بيانات أوسع وأكمل حول سكان شبه جزيرة القرم.